# Haru no umi
Haru no umi (春の海, biển mùa xuân) là một sáng tác Sōkyoku (tranh khúc, khúc nhạc cho đàn Koto) của nhạc sĩ Miyagi Michio. Nhạc cụ của bài này nguyên thủy gồm hai loại là đàn Koto và sáo Shakuhachi, sau này người ta còn chơi bằng hai loại nhạc cụ Tây phương là đàn Violin và sáo Tây. Tiếng đàn trong bản nhạc trầm, đại diện cho tiếng sóng biển, còn tiếng sáo bổng tượng trưng cho tiếng chim biển.
"Haru no umi" được sáng tác vào cuối năm 1929 cho chủ đề "bờ biển" do Thiên Hoàng Nhật Bản ra đề trong hội thơ ca Utakai no hajime trong cung đình vào năm 1930. Đây là một nhạc khúc tiêu biểu cho nền âm nhạc mới của Nhật Bản, nó được chỉ định trong sách giáo khoa âm nhạc cho học sinh tiểu học, ngoài ra còn được sử dụng làm nhạc hiệu của các chương trình TV, Radio, các công ty trong những ngày đầu năm. Ngày nay "Haru no umi" được biết đến như một khúc nhạc không thể thiếu trong ngày đầu năm ở Nhật.

## Đặc trưng
Nhạc sư Miyagi Michio bị mù từ năm lên 8 tuổi, nhưng trước đó ông sống với ông bà nội ở vùng Seto, cảnh biển tuyệt đẹp của vịnh Tomo-no-ura thuộc thành phố Fukuyama đã in sâu vào tâm trí ông và trở thành đề tài cho khúc nhạc "Haru no umi" sau này.
Miyagi sáng tác "Haru no umi" với ảnh hưởng của âm nhạc Tây phương chứ không phải Hōgaku (nhạc truyền thống Nhật Bản) cận đại nhưng lại mang ấn tượng, khí sắc Nhật Bản sâu đậm.

## Biểu diễn

### Sơ diễn
"Haru no umi" được biểu diễu lần đầu tiên vào cuối năm 1929 do chính tác giả Miyagi Michio và nhạc sư sáo Shakuhachi là Yoshida Seifū tại công hội đường Hibiya. Miyagi thuật lại rằng đến nghe buổi biểu diễn có nhà phê bình âm nhạc Ushiyama Mitsuru, Ushiyama cười rằng "giờ là lúc bận rộn, vẫn chưa đến xuân mà các cậu chơi được biển mùa xuân thì quả là nhàn nhã, thật hạnh phúc", và theo tập tùy bút "Yume no sugata" (hình tướng giấc mơ) của ông thì buổi biểu diễn đầu tiên thực sự là vào mùa xuân năm sau.

### Những chuyện liên quan
- "Haru no umi" trở nên nổi tiếng khi nghệ sĩ Violin Pháp quốc là Renée Chemet đến Nhật thu âm "Haru no umi". Khi đến Nhật, Chemet rất thích "Haru no umi" của Miyagi Michio và quyết định biểu diễn, thu âm và sau đó bán rộng rãi ở Nhật, Hợp chúng quốc Hoa và Pháp quốc. Trong buổi diễn này, Chemet thay tiếng sáo Shakuhachi bằng tiếng Violin và vẫn giữ lại tiếng đàn Koto như nhạc cụ chủ đạo.
- Năm 1968, ban nhạc điện tử "Inoue Munetaka & Sharp Five" phát hành album "Haru no umi", thay thế cây đàn Koto bằng Organ, thay tiếng Shakuhachi bằng guitar điện. Trong cùng năm, album này đã chiếm hạng nhất của Nihon Columbia.
- Trong bộ phim Mỹ "Hannibal Rising" có cảnh Lady Murasaki chơi "Haru no umi" với cây đàn Koto.
- "Haru no umi" được nhiều nghệ sĩ Tây phương biết đến và họ thường biểu diễn với tiếng Piano/ đàn Violin thay cho đàn Koto và sáo Tây/ guitar thay cho sáo Shakuhachi.